# Юськіна
Ю́ськіна — річка в Україні, права притока річки Нагольна. Басейн Азовського моря. Довжина 26,9 км. Площа водозбірного басейну 227 км². Похил 8,1 м/км. Долина крута, завширшки 0,5 км. Річище звивисте, місцями порожисте, шириною 1,5 м. Використовується на водопостачання, зрошення.
Бере початок на південних схилах Нагольного кряжу біля Рафайлівки. Тече територією Антрацитівського району Луганської області. Споруджено два водосховища, є ставки.